# 阮福綿宋
阮福綿宋（越南语：／，1822年3月17日—1858年3月2日），越南阮朝明命帝第十六子，生母宮人陳氏嚴。
明命三年二月二十四日（1822年3月17日），阮福綿宋在順化皇城出生。年少時秉性溫順，舉止有禮。紹治三年（1843年）正月，受封為河清郡公（越南语：／）。嗣德十一年正月十七日（1858年3月2日），阮福綿宋去世，壽三十七歲，賜諡莊簡。葬於承天府香水縣居正總楊春上社，在香茶縣富春總陽春建祠祭祀。

## 家庭
阮福綿宋有7子9女。後裔按御賜巾字部起名。
- 四子阮福洪𢁾，襲封畿外侯。

## 脚注
1. 1 2  《阮福族世譜》，順化出版社，1995年，298頁。
2. ↑  《大南實錄》正編第三紀 卷二十七 紹治三年正月 冊封皇弟七人為郡公條。